# Krzysztof Kilian

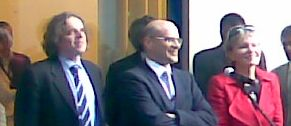
Krzysztof Kilian (pierwszy z lewej)

Krzysztof Piotr Kilian (ur. 7 listopada 1958) – polski polityk, menedżer, minister łączności w latach 1992–1993.

## Życiorys
Ukończył magisterskie studia mechaniczne na Politechnice Gdańskiej, po których rozpoczął pracę w Stoczni Wisła w Gdańsku. W 1991 był dyrektorem gabinetu ministra przekształceń własnościowych, następnie dyrektorem generalnym Urzędzie Rady Ministrów. W gabinecie Hanny Suchockiej zajmował stanowisko ministra łączności.
Należał do Kongresu Liberalno-Demokratycznego i Unii Wolności. W wyborach parlamentarnych w 1993 bez powodzenia ubiegał się o mandat poselski z listy KLD w województwie elbląskim (otrzymał 2922 głosy). W wyborach w 1997 ponownie bezskutecznie kandydował do Sejmu z ramienia UW w województwie gdańskim (uzyskał 692 głosy). W 2001 poparł powstanie Platformy Obywatelskiej, nie prowadząc aktywnej działalności politycznej.
Od czasu zakończenia działalności w rządzie związany z sektorem biznesowym. Był m.in. doradcą prezesa Banku Handlowego i Softbanku. Obejmował stanowiska w radach nadzorczych NFI Piast i PKO BP. W maju 2008 został wiceprezesem zarządu oraz dyrektorem ds. marketingu i zarządzania relacjami z klientem w Polkomtelu S.A. (operatorze telefonii komórkowej Plus). Odszedł z tej funkcji w grudniu 2011. W marcu 2012 został prezesem zarządu Polskiej Grupy Energetycznej, funkcję tę pełnił do listopada 2013.

## Odznaczenia państwowe
- Krzyż Oficerski Orderu Odrodzenia Polski (3 czerwca 2011)[5]